# Moskva (schip, 1982)
De Moskva (Russisch: Москва, Moskou) was een geleide-raketkruiser van de Russische marine. Als hoofdbewapening had het oorlogsschip zestien lanceerinrichtingen van P-1000 Vulkan-antischeepsraketten. Het was het eerste schip van de Project 1164 Atlant-klasse en het vlaggenschip van de Zwarte Zeevloot. 
Het schip zonk op 14 april 2022 tijdens zijn inzet bij de Russische invasie van Oekraïne.

## Historie

### Naam Slava
Het schip werd gebouwd in scheepswerf 445 van de scheepsfabriek 61 Kommunara (letterlijk: 61 communards (Parijse Commune-leden)) in Mykolajiv, een van de belangrijkste scheepsbouwcentra in Oekraïne. De kiellegging vond op 5 november 1976 plaats, en de tewaterlating was op 27 juli 1979. De raketkruiser werd 30 december 1982 in gebruik genomen bij de Sovjetmarine onder de naam Slava (Russisch: Слава, Glorie).
Het schip was uitgerust met P-500 Bazalt-antischeepsraketten (later vervangen door modernere P-1000 Vulkan-raketten), luchtdoelraketten, dekkanonnen, torpedo's en mortieren. Het had ook een helikopterdek, geschikt voor de Kamov Ka-25 en Ka-27. Tijdens de Koude Oorlog had het schip ook kernwapens aan boord. In 1989 namen onder Sovjetleider Michail Gorbatsjov, Amerikaanse en Sovjet-wetenschappers deel aan een gezamenlijke test met de Slava in de Zwarte Zee, om de emissie van neutronen en gammastralen van een kernkop op een kruisraket te meten.

### Naam Moskva
Het schip onderging vanaf 1990 een uitvoerige renovatie, en werd eind 1998 geleverd aan de Russische Zwarte Zeevloot. De naam Slava werd in 1995 door de Russische marine veranderd in Moskva. Eerder was de naam Moskva toegekend aan een helikoptercarrier die in 1965 te water was gelaten en in 1967 in dienst was gesteld. Nadat dit schip in 1991 uit de vaart was genomen, werd het in 1996 gesloopt.
Tijdens de Russisch-Georgische Oorlog in 2008 nam de Moskva deel aan operaties in de Zwarte Zee, waarbij Georgië claimde dat het schip ook betrokken was bij een aanval op Georgisch grondgebied. Tijdens de annexatie van de Krim in 2014 belette de Moskva Oekraïense marineschepen om het Donuzlav-meer te verlaten.
In de tweede helft van 2015 leidde de kruiser de permanente mediterrane taskforce van de Russische marine, die de vliegbasis Khmeimim in Syrië afschermde met zijn S-300-luchtverdediging. Op 22 juli 2016 ontving de slava-klasse raketkruiser Moskva de Orde van Nachimov. Tussen 2018 en 2020 werd het schip gerepareerd en gemoderniseerd, met als doel dat het tot 2040 in dienst zou worden gehouden voor de Russische marine.

### Russische invasie van Oekraïne (2022) en ondergang van het schip
Vanaf februari 2022 nam de Moskva deel aan de Russische invasie van Oekraïne. Het schip was onder andere samen met de Vasily Bykov, een ander Russisch oorlogsschip, betrokken bij de aanval op een Oekraïense militaire buitenpost op Slangeneiland op 24 februari, de eerste dag van de oorlog. Deze aanval kreeg veel aandacht in de internationale media, vooral vanwege de reactie van de Oekraïners die tegen de Russische oorlogsschepen zeiden dat ze "dood konden vallen".
De Moskva verging in de nacht van 13 op 14 april in de Zwarte Zee. De precieze toedracht hiervan is tot op heden onduidelijk. Volgens Oekraïense informatie werd het schip op 13 april 2022 beschoten met twee Oekraïense Neptun anti-scheepsraketten, waarbij het schip zwaar beschadigd raakte en vervolgens zonk. Er zouden ook twee Bayraktar TB2's zijn ingezet als afleiding. Het ministerie van Defensie der Russische Federatie meldde echter dat aan boord van het schip munitie was geëxplodeerd als gevolg van een brand, zonder dat er sprake zou zijn geweest van een Oekraïense aanval. De 510 bemanningsleden zouden daarop geëvacueerd zijn en het was de bedoeling dat het beschadigde schip naar Sebastopol gesleept zou worden. Het ministerie van Defensie der Russische Federatie kwam later met de aanvullende verklaring dat de Moskva tijdens de bergingsoperatie in stormachtig weer was vergaan. Het Pentagon in de Verenigde Staten bevestigde op 15 april de Oekraïense verklaring.
Over het werkelijke lot van de ongeveer 500 bemanningsleden van het schip was op 16 april nog niets bekend. In de thuishaven Sebastopol op het schiereiland Krim, werd op 15 april een krans gelegd voor de omgekomen bemanningsleden. Onbevestigde bronnen van buiten Rusland spraken over grote aantallen slachtoffers, onder wie de commandant Anton Koeprin. Een Turks schip zou nog mensen hebben gered. Volgens een analist waren de afweersystemen van de Moskva van mindere kwaliteit dan de offensieve bewapening van het schip, een euvel waar meerdere oorlogsschepen uit het Sovjettijdperk aan lijden. Het Russische staatspersbureau RIA Novosti bevestigde op 23 april dat er één bemanningslid van de Moskva was omgekomen, 27 andere bemanningsleden zouden nog worden vermist.
Een rechtbank in Sebastopol heeft zeventien opvarenden van de Moskva in november 2022 officieel doodverklaard.

## Externe link

Russisch oorlogsschip Moskva
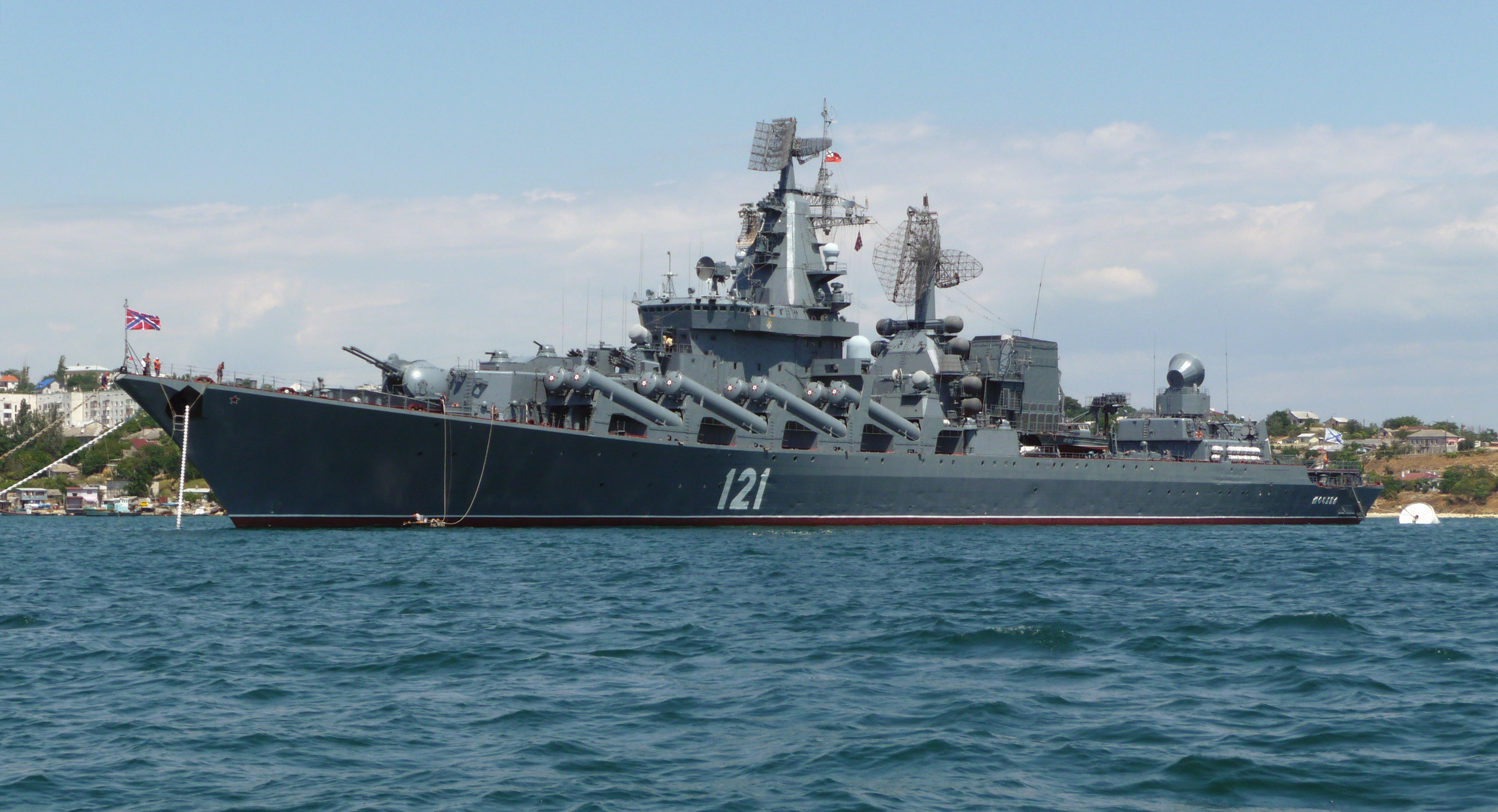
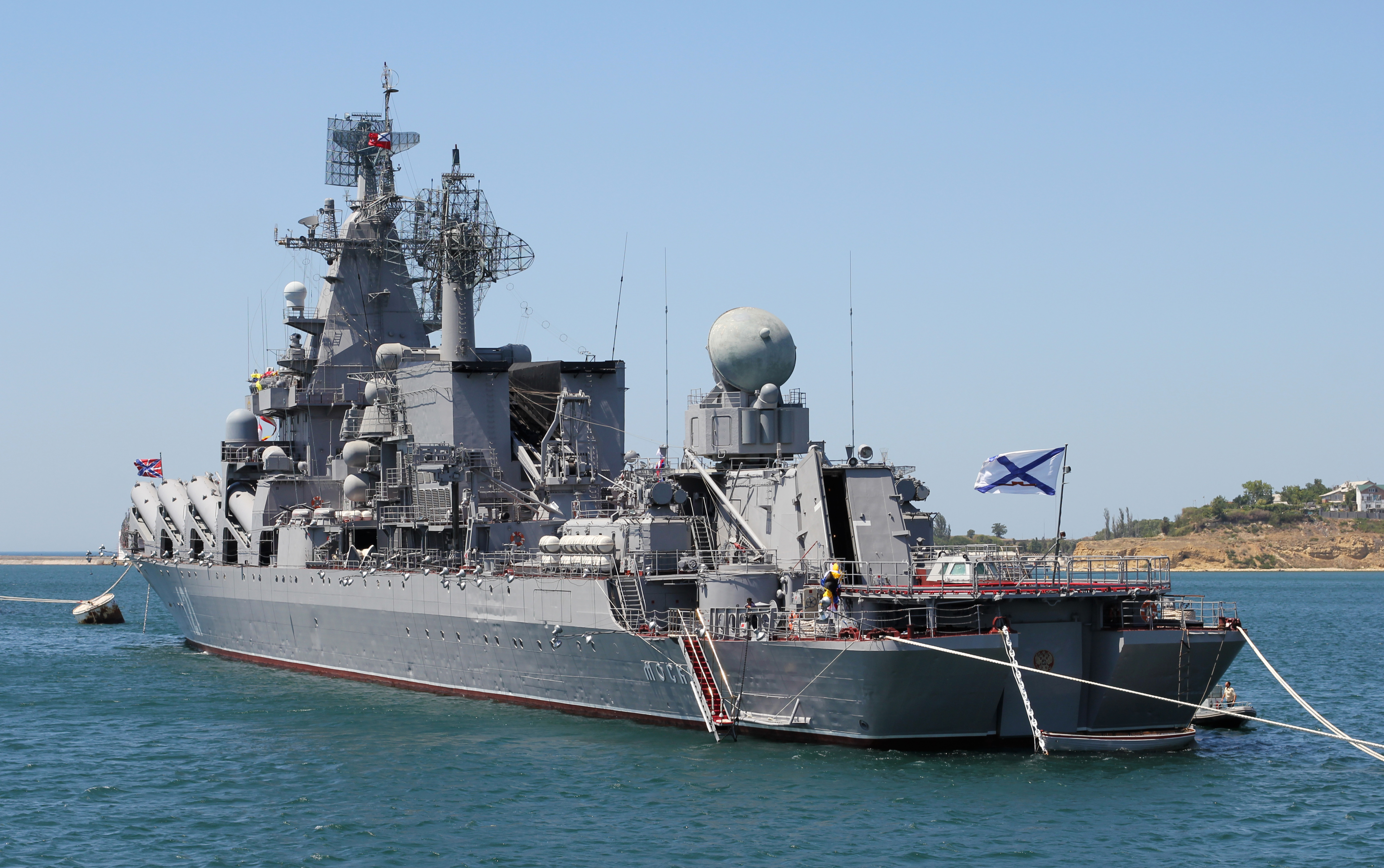
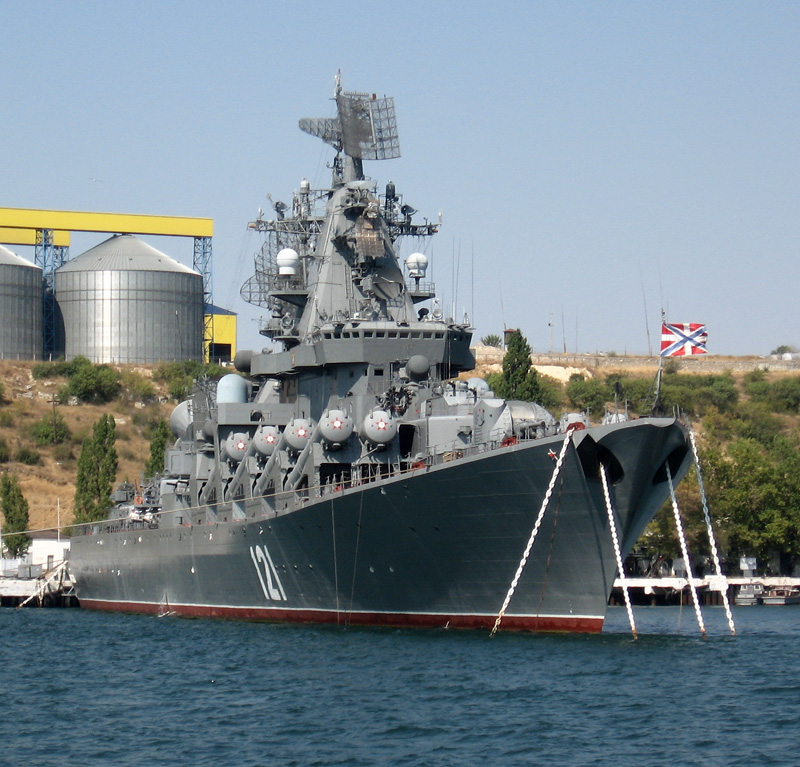
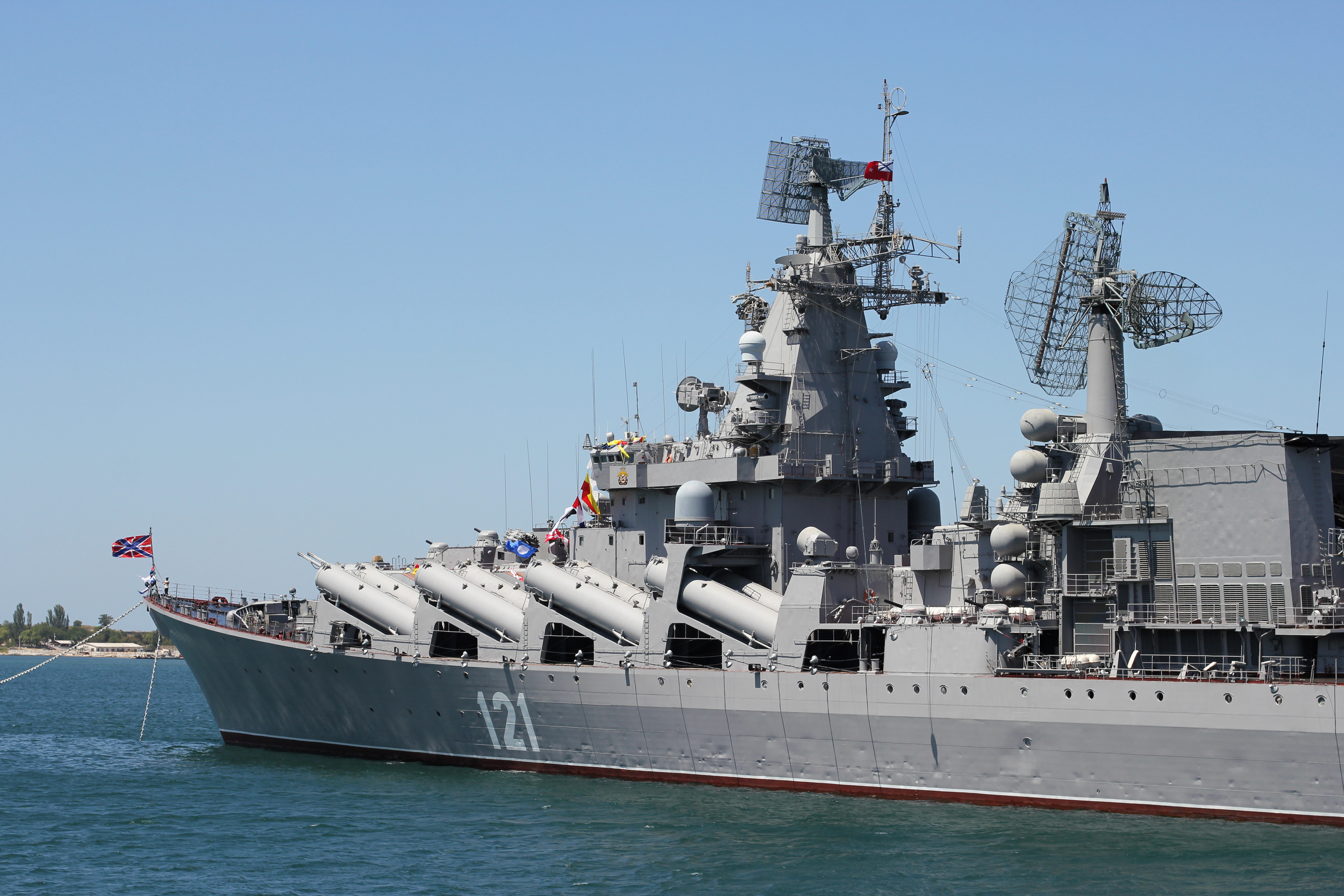
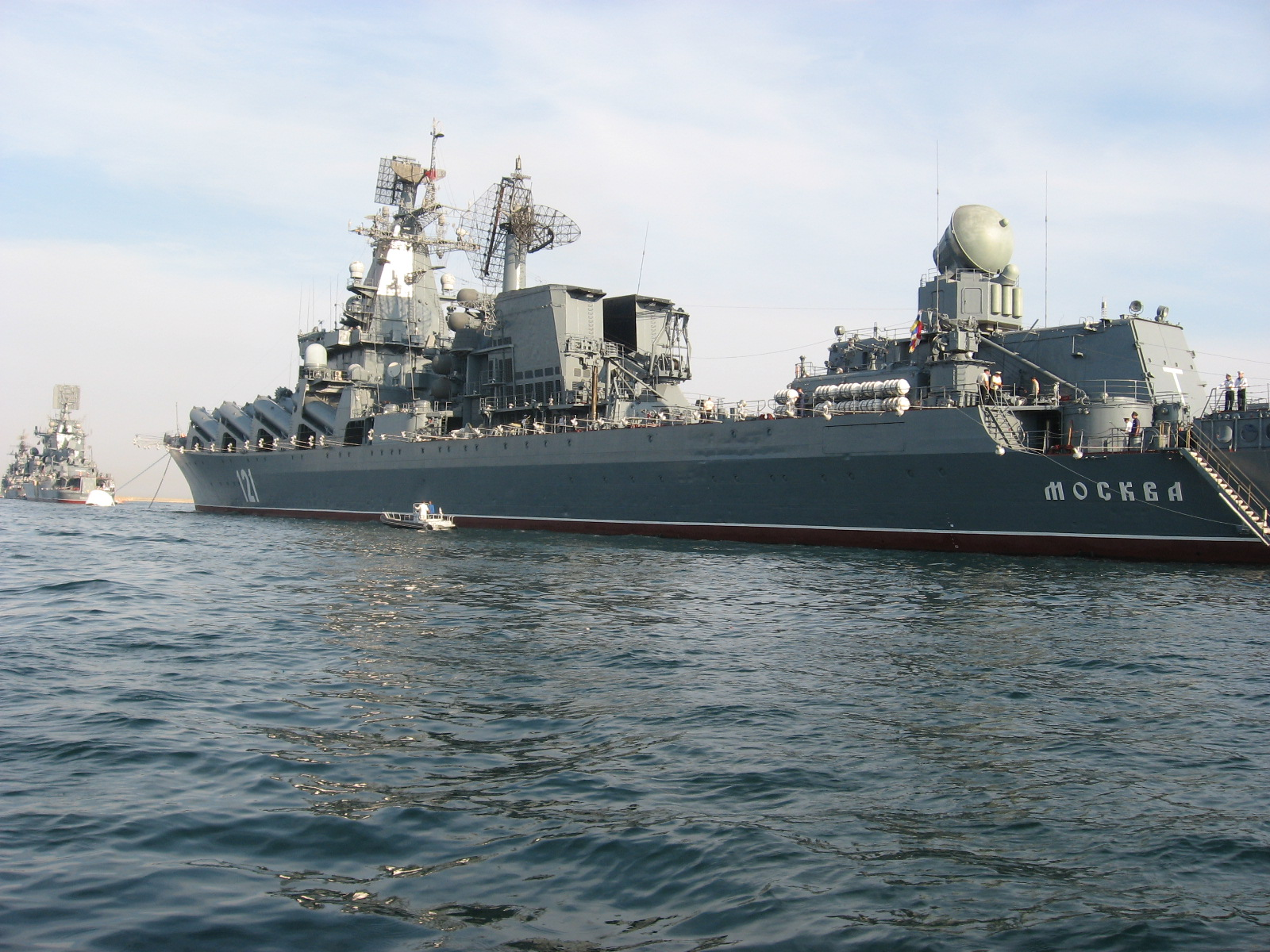
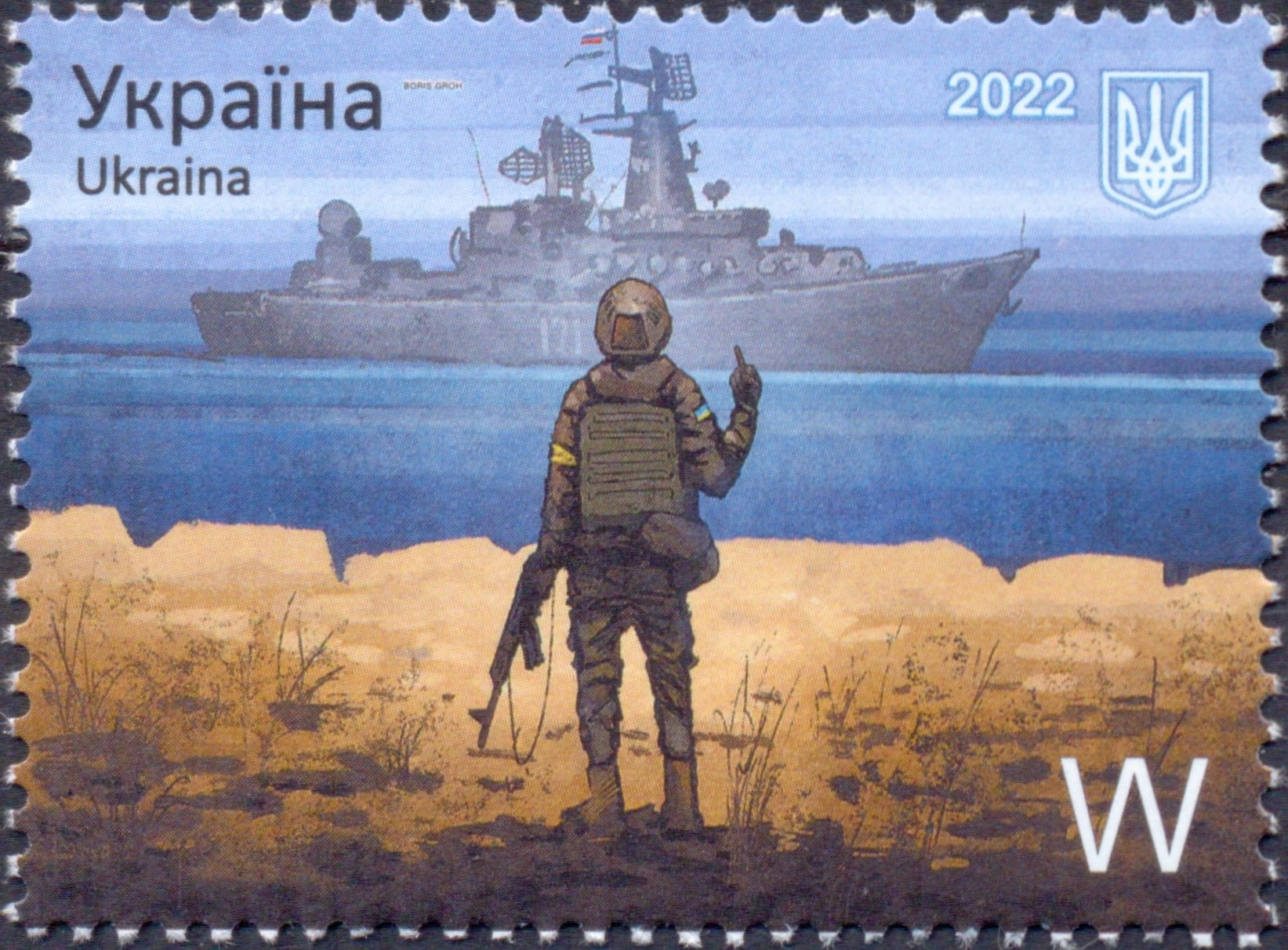
Een Oekraïense postzegel (2022) met verdediger van het Slangeneiland